# Itobi
Itobi es un municipio brasileño del estado de São Paulo. Se localiza a una latitud 21º44'13" sur y a una longitud 46º58'30" oeste, estando a una altitud de 658 metros. Su población estimada en 2004 era de 7.816 habitantes. 
Posee un área de 138,6 km². 

## Iglesia católica
La gran mayoría de la población es católica y el municipio pertenece a la Diócesis de São João da Boa Vista.

## Demografía
Datos del Censo - 2000
Población total: 7.466
- Urbana: 6.204
- Rural: 1.262

- Hombres: 3.877
- Mujeres: 3.589

Densidad demográfica (hab./km²): 53,87
Mortalidad infantil hasta 1 año (por mil): 11,20
Expectativa de vida (años): 73,93
Tasa de fertilidad (hijos por mujer): 2,93
Tasa de alfabetización: 89,40%
Índice de Desarrollo Humano (IDH-M): 0,782
- IDH-M Salario: 0,676
- IDH-M Longevidad: 0,815
- IDH-M Educación: 0,854

(Fuente: IPEADATA)